# Sacrifice 2009
Sacrifice 2009 è stata la quinta edizione in pay-per-view prodotta dalla Total Nonstop Action Wrestling (TNA). L'evento si è svolto il 24 maggio 2009 nella IMPACT! Zone di Orlando Florida.

## Risultati
| # | Risultati | Stipulazioni                                                        | Durata         |
| - | --- | ------------------------------------------------------------------- | -------------- |
| 1 | Amazing Red ha sconfitto Kiyoshi | Single match                                                        | 07:02 Pre-show |
| 2 | Eric Young e Lethal Consequences (Jay Lethal e Consequences Creed) hanno sconfitto Sheik Abdul Bashir e The Motor City Machine Guns (Alex Shelley e Chris Sabin) | Six-man tag team match                                              | 13:54          |
| 3 | Taylor Wilde ha sconfitto Daffney (con Abyss) | Monster's Ball match                                                | 03:33          |
| 4 | Suicide (c) vs. Daniels termina in no contest | Single match per il titolo TNA X Division Championship              | 17:06          |
| 5 | Angelina Love (c) ha sconfitto Awesome Kong (con Raisha Saeed)                                                                                                   | Single match per il titolo TNA Women's Knockout Championship        | 05:56          |
| 6 | Samoa Joe ha sconfitto Kevin Nash | Single match                                                        | 08:01          |
| 7 | Beer Money, Inc. (James Storm e Robert Roode) hanno sconfitto The British Invasion (Brutus Magnus e Doug Williams) (con Rob Terry)                               | Tag team match. Finale del Team 3D Invitational Tag Team Tournament | 10:44          |
| 8 | A.J. Styles (c) ha sconfitto Booker T | "I Quit" match per il titolo TNA Legends Championship               | 14:56          |
| 9 | Sting ha sconfitto Mick Foley, Kurt Angle e Jeff Jarrett | Ultimate Sacrifice Fatal four-way match                             | 14:56          |
|   | (c) = campione in carica al momento dell'inizio del match |                                                                     |                |